# Luktsporre
Luktsporre (Gymnadenia odoratissima) är en växtart i familjen orkidéer. 

Liknar brudsporre men har smalare blad och en betydligt kortare sporre.

Luktsporre växer i Sverige sällsynt i kalkrika källmyrar främst på Gotland men ett fåtal lokaler finns även i Östergötland och Västergötland. Den saknas helt i övriga norden. Närmast finns den i Baltikum.